# Warneckea cinnamomoides
Warneckea cinnamomoides är en tvåhjärtbladig växtart som först beskrevs av George Don jr, och fick sitt nu gällande namn av Jacq.-fél.. Warneckea cinnamomoides ingår i släktet Warneckea och familjen Melastomataceae. Inga underarter finns listade i Catalogue of Life.